# G N' R Lies
G N' R Lies és el segon àlbum de la banda estatunidenca de hard rock Guns N' Roses, editat el 29 de novembre de 1988.
L'àlbum consisteix en vuit cançons, les quatre primeres de les quals pertanyen a l'EP Live ?!*@ Like a Suicide, i les altres són acústiques.
Va resultar tan controvertit com el disc anterior, Appetite for Destruction, destacant cançons com "One in a Million", de gran duresa en el contingut de les seves lletres, o "Patience", considerat un dels millors temes acústics del grup.
G N' R Lies va vendre 5.000.000 de còpies i només va tenir un únic senzill: Patience. L'àlbum va arribar al número 2 de la llista Billboard 200, mentre que el senzill va arribar al lloc número 4 de la Billboard Hot 100.

## Llista de cançons
Els primers quatre temes són del seu EP Live ?!*@ Like a Suicide, editat el 1986.
| Número | Títol                     | Autor(s)                              | Durada |
| ------ | ------------------------- | ------------------------------------- | ------ |
| 1      | "Reckless Life"           | Axl Rose, Izzy Stradlin, Slash        | 3:20   |
| 2      | "Nice Boys"               | Rose Tattoo                           | 3:03   |
| 3      | "Move to the City"        | Izzy Stradlin, Del James, Chris Weber | 3:42   |
| 4      | "Mama Kin"                | Steven Tyler (Aerosmith)              | 3:57   |
| 5      | "Patience"                | Izzy Stradlin                         | 5:56   |
| 6      | "Used to Love Her"        | Izzy Stradlin, Slash                  | 3:13   |
| 7      | "You're Crazy" (acústica) | Axl Rose, Slash, Izzy Stradlin        | 4:10   |
| 8      | "One in a Million"        | Axl Rose                              | 6:10   |

## Membres
- Axl Rose: veu
- Slash: guitarra solista, guitarra acústica
- Izzy Stradlin: guitarra rítmica, guitarra acústica, segona veu
- Duff McKagan: baix, guitarra acústica, segona veu
- Steven Adler: bateria, percussió